# Gahumba
Gahumba är ett periodiskt vattendrag i Burundi.   Det ligger i provinsen Karuzi, i den nordöstra delen av landet, 110 kilometer öster om huvudstaden Bujumbura.
Omgivningarna runt Gahumba är en mosaik av jordbruksmark och naturlig växtlighet. Runt Gahumba är det ganska tätbefolkat, med 222 invånare per kvadratkilometer.